# Basketballverband Sachsen
Der Basketballverband Sachsen e. V. (BVS) ist der Dachverband der Basketballvereine beziehungsweise Sportvereine mit Basketball-Abteilungen im Freistaat Sachsen.

## Geschichte
Erster Präsident des Verbandes nach der Gründung 1990 wurde Dietmar Noack.
2007 wurde Manfred Haupt aus Dresden BVS-Vorsitzender.
Mit Stand Januar 2013 hatte der Verband 3638 Mitglieder, im Januar 2015 waren es 3899 und im Januar 2017 4328.

## Struktur
Der Basketballverband Sachsen wird vom Präsidenten und seinen beiden Vizepräsidenten vertreten, ebenfalls zum Vorstand zählen ein Jugendwart, ein Lehrwart sowie ein Schiedsrichterwart. Für einzelne Aufgabengebiete sind die Rechtskammer, die Schiedsrichterkommission, die Lehr- und Trainerkommission, Jugendkommission sowie die Sportkommission zuständig.
Unterhalb der BVS gliedert sich die Verbandsstruktur in den Basketball Spielbetrieb Dresden e. V., den Chemnitzer Basketball Organisation e. V. sowie den Basketball Spielbetrieb Leipzig e. V. In Chemnitz, Dresden und Leipzig sind jeweils ein Regional- beziehungsweise Nachwuchstrainer für den Verband tätig.

## Spielbetrieb
Die höchste Spielklasse des Basketballverbandes Sachsen im Erwachsenenbereich ist bei Frauen und Männern jeweils die Oberliga.
Im Jugendleistungsbereich ist der BSV gemeinsam mit dem Thüringer Basketball Verband sowie dem Basketball-Verband Sachsen-Anhalt an der Mitteldeutschen Liga Basketball (MDL) beteiligt, die als „zusätzliches Instrument zur Förderung des Nachwuchs-Leistungssportes in Sachsen-Anhalt, Sachsen und Thüringen“ erachtet wird.